# 陸軍官校專科班校友會

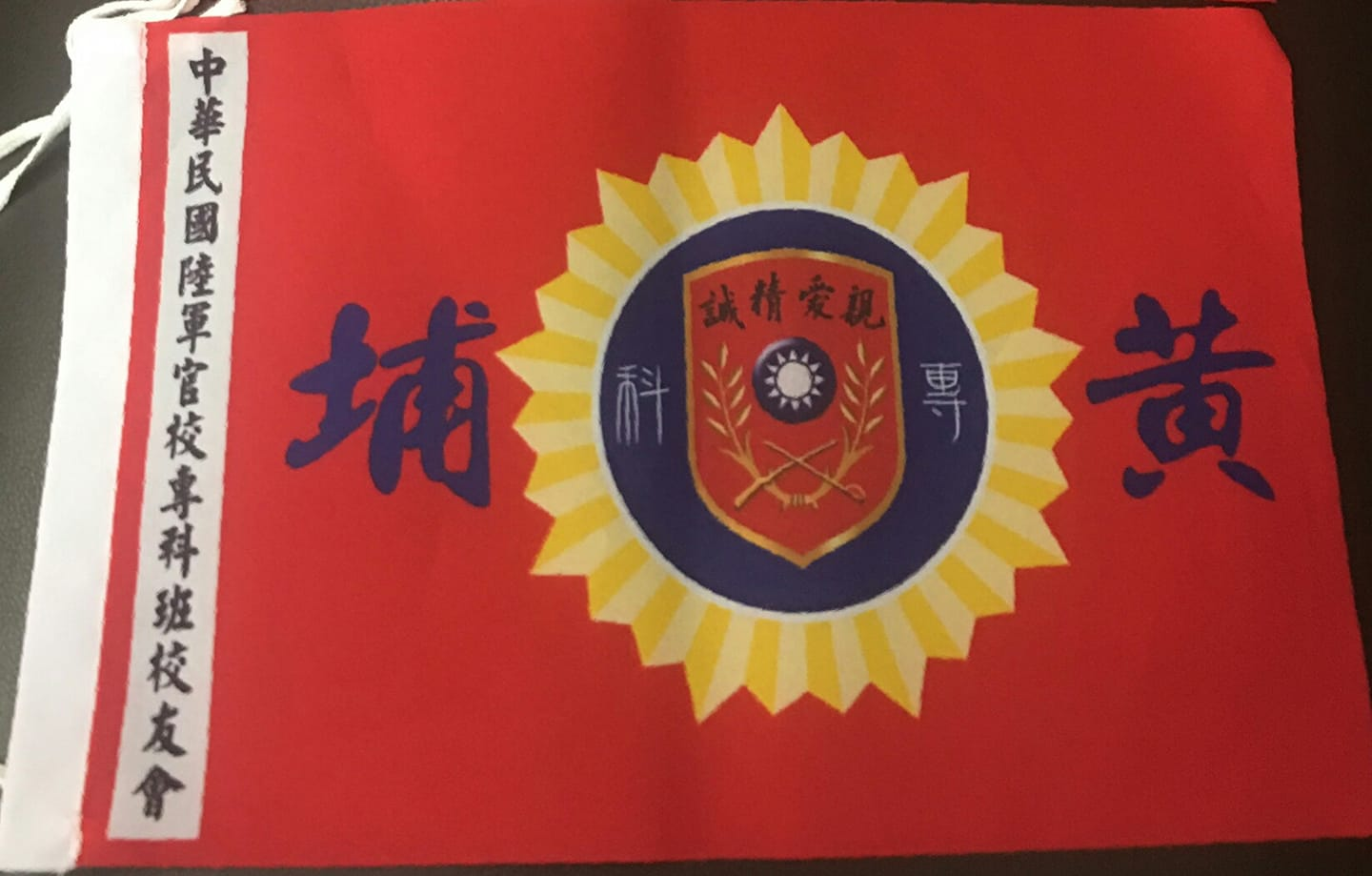
中華民國陸軍軍官學校專科班校友會會旗

中華民國陸軍軍官學校專科班校友會，簡稱陸軍官校專科班校友會、陸官專科班校友會。是一個由1978－2004年代陸軍官校專科班校友，所組成的一個退伍軍人組織。陸官專科班共招收27期，自2005年起停止招生（2017年5月正式廢止專班制法源），畢業校友有1萬7077人，也產生了廿餘名的將領，專科1期的王信龍陸軍二級上將，歷任國防部軍備副部長、陸軍司令、國防大學校長，更是陸軍官校史上專科班出身的最高階將領，也是中華民國陸軍史上第一位專科班出身的上將司令。校友會早期是以「陸官專科班校友聯誼會」方式，來聯繫與發揚黃埔革命情感，而後在2014年12月14日於臺中市召開「陸官專科班校友會」成立大會，向中華民國內政部登記為社團法人，由專科1期羅財維擔任第一屆理事長。校友會之宗旨，在謀取校友權益，凝聚黃埔向心，與投入社會公益。

## 會史

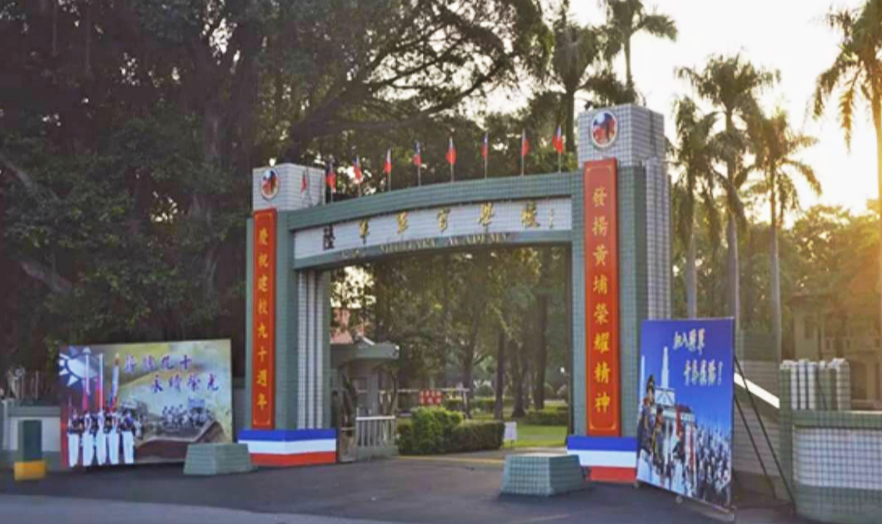
陸軍官校大門

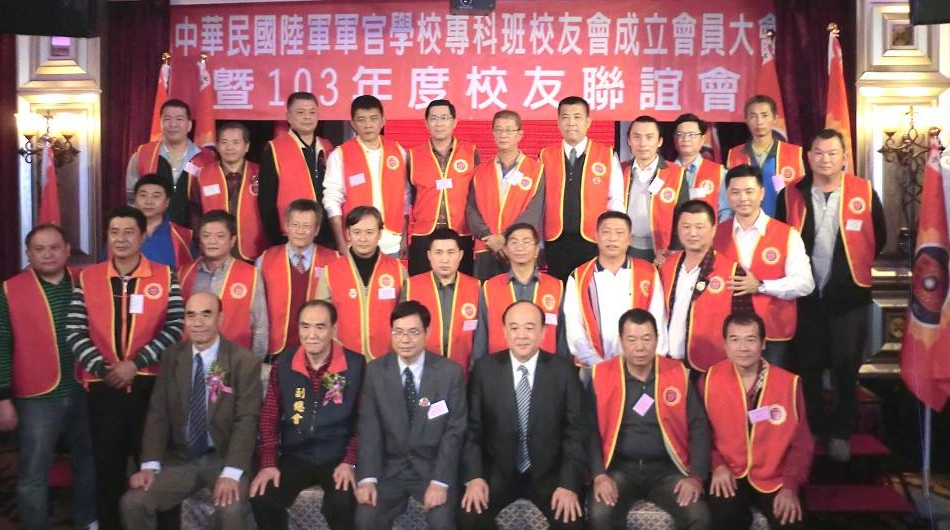
陸官專科班校友會成立

- 陸官專科班沿革：專科班前身為「專修學生班 ，1965年12月4日國防部長蔣經國命令將所有13期起的各兵科學校之「後補軍官班」取消，轉納入為陸軍官校開辦的「專修學生班」制，1966年1月1日陸總部核定陸軍官校開辦，同年11月17日首訓第13期，此至1969年專修班19期以前，教育期限為一年，20期至25期為二年，26期至43期為一年，44期至47期為一年三個月，48至56期為一年，專修班役期視軍種、兵科的不同，分別為四到六年，專修班第13期至56期共結訓44期，人數2萬8277人，只有軍事結業證書，不授予專科或大學學位文憑。1977年12月6日再將專修班規劃為「專科學生班」，增設土木、企管、機械和電機四科，是同與大學部「正期班」、專科部「專科班」有正式授予軍、文職文憑畢業證書之班隊。「專科班」為二年半學制，1978年4月28日陸軍官校專科1期至1982年5月5日專科5期入學期間，還續重疊招收專修48至56期之學生，以後便停止專修班之招收[6][7][8][9][10]。而「專科班」於1978-2004年之間共計招收27期，其畢業校友有1萬7077人，也產生了廿餘名的將領。[6][5]
- 校友聯誼會時期：專科班校友會之前身是「陸官專科班校友聯誼會」，由專科1期孫乃宏出任會長，專科3期杜昇泉擔任總幹事。2012年6月，專科1期張開民開設「陸軍官校專科學生班」臉書官網，做為各期同學會協調溝通、校友们交誼的平台，同年，專科1期羅財維在6月30日、專科1期邱志誠在7月17日先後貼文呼籲籌組「陸官專科班校友會」。
- 籌備經過：2014年2月16日在台中市「東方龍餐廳」舉辦專科班2014年春酒聯誼餐會，專科1、4、5、6、7、9期校友出席餐會。會中，專科1期同學會會長羅財維提案籌組「陸官專科班校友會」，次日更公佈議籌組校友會的訊息，於2014年3月15日繕造專科1、4、6、7、8、9、10、11期校友會發起人名冊，交專科4期前理事長詹彥峰向內政部申請設立，經內政部2014年7月16日台內團字第1030213391號函核准籌組。同年8月23日，第1次籌備會議在台中市「新阿杜餐廳」召開，推選籌備主委及委員，審議組織章程草案，討論會旗（徽）設計。11月9日，第2次籌備會議在台中市「逢甲大學中科校區科研大樓」召開，並議定2014年12月14日在台中市「潮港城國際美食館」召開成立大會。
- 成立大會：2014年12月14日在臺中市潮港城國際美食館召開「陸官專科班校友會」成立大會，近二百人與會，「陸軍官校校友總會」副總會長吳斯懷將軍、臺中市「中央軍事院校校友會」理事長楊仲傑出席指導，會中通過組織章程、制定會徽會旗並由陳錦全釋義、選出理監事群、敦請專科1期羅財維擔任第一屆理事長、並經內政部於2015年6月臺內團字第1040035837號函核定校友會成立在案，而校友會也於2016、2019年聘請了前行政院院長郝柏村與前指揮官畢復良為榮譽理事長。
- 官網正名：2014年12月16日，為因應「陸官專科班校友會」社團法人組織成立，由管理員周志祥、陳錦全將原「陸官專科學生班」的臉書官網更名為「陸官專科班校友會」。[11][12]

## 會徽與會旗

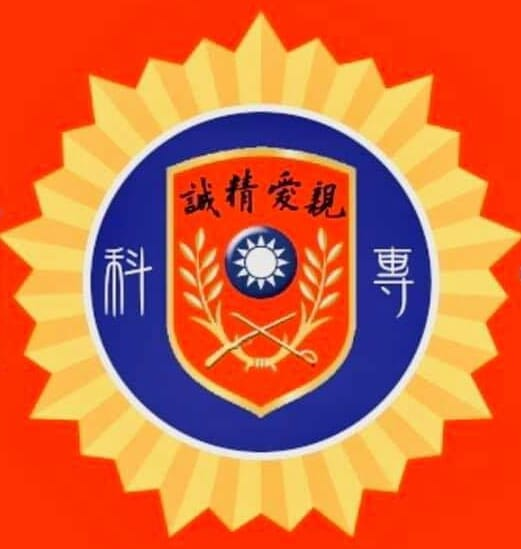
陸官專科班校友會會徽

會徽以陸軍官校校徽為主體，「章體」為藍底、白圓框，示青天白日。「校徽」置中與「專科」之班別，寓專科班源自陸官黃埔正統。外圍有27道「金色光芒」，象徵專科班27期校友都是專科之光，總寓：在青天白日下的陸官專科班學生接受黃埔正統養成教育，任官後的畢業校友，不管在伍或社會，都是良兵良民，為社會中堅、發光發熱。
會旗「旗面」為紅底，中置「會徽」，最左緣白底黑字直書「中華民國陸軍軍官學校專科班校友會」。復於2019年1月12日第三屆會員大會修訂「會旗」紅底面之會徽外緣增「黃埔」二字

## 校歌

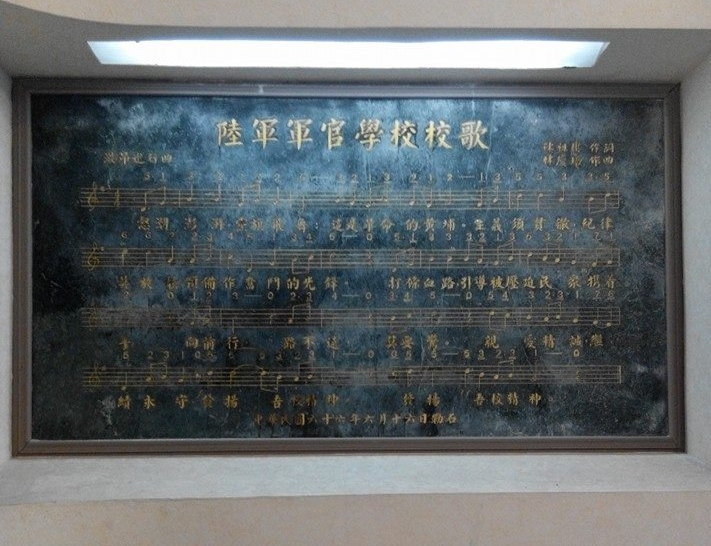
陸軍軍官學校校歌石碑

陸官校歌，在1924年雖有撰定，但僅傳唱黃埔1期至黃埔4期：「莘莘學子，親愛精誠，三民主義，是我革命先聲。革命英雄，國民先鋒，再接再厲，繼續先烈成功。同學同道，樂遵教導，始終生死，毋忘今日本校。以血妝花，以校做家，臥薪嘗膽，努力建設中華。」此歌由戴季陶所作，但因詞曲韻律不太流暢，而未得推廣。1925年由周恩來推荐續任陸官政治部主任的熊雄，邀陳祖康到陸軍官校擔任少校政治教官，1926年秋陸官第五期開學，熊雄對陳祖康說：「到現在五期已經開學了，學校萬事俱備，惟新校歌尚付闕如，大家都認為你具對詩歌專長，請你撰寫一篇校歌的歌詞。」於是陳祖康寫了這首歌詞，並交音樂教官林慶培譜曲。校歌歌詞於1927年6月16日在黃埔軍校舊址內勒碑立石，復於1977年6月16日在台灣鳳山陸官勒石紀念，上面寫著-「怒潮澎湃……發揚吾校精神」，此曲於1926年由黃埔5期開始傳唱至今。陸官校歌在2006年陳水扁政府主政推行去蔣化時期，與2016年蔡英文政府時的民進黨立委都要求將唱了幾十年的校歌改歌詞，把「黨旗飛舞」改成「國旗飛舞」。國防部表示因為歌詞是有版權的，經與作者家屬連繫，認為用「黨旗」二字是有歷史背景，沒必要改變，除家屬反對，也因各界反彈聲浪，而未修改。

## 校訓

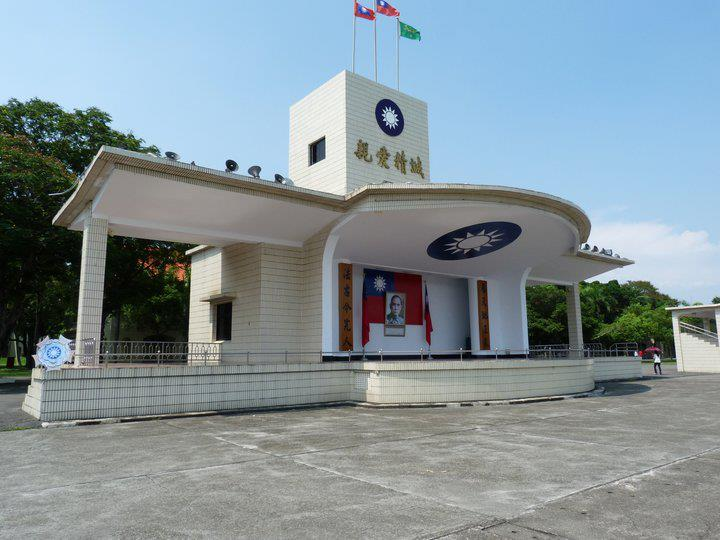
校訓-陸軍官校司令台上蔣中正親題校訓「親愛精誠」字坊

陸官校訓「親愛精誠」，由首任校長蔣中正擬定及撰寫，並由孫中山在1924年6月16日陸官第一期學生開學典禮時核定宣佈。孫中山先生核定「親愛精誠」為陸軍官校校訓，是希望由陸軍官校培訓中國革命軍事人才，共同團结為革命的寫照。蔣中正於1925年元旦對官校學生訓話中闡釋：「親愛」是要所有的革命同志能「相親相愛」，官校的宗旨「精」是「精益求精」，「誠」是「誠心誠意」。其目的乃在造就頂天立地繼往開來，堂堂正正革命軍人，發揚黃埔精神。

## 會務與活動
陸官專科班以校友會為根基，開設「陸官專科班校友會」臉書官網，發布會務訊息，與做為校友交誼之平台，並藉各式機會找回失聯校友。另成立慢速壘球隊與正步隊社團，聯誼與協力組織運作。

### 會員大會

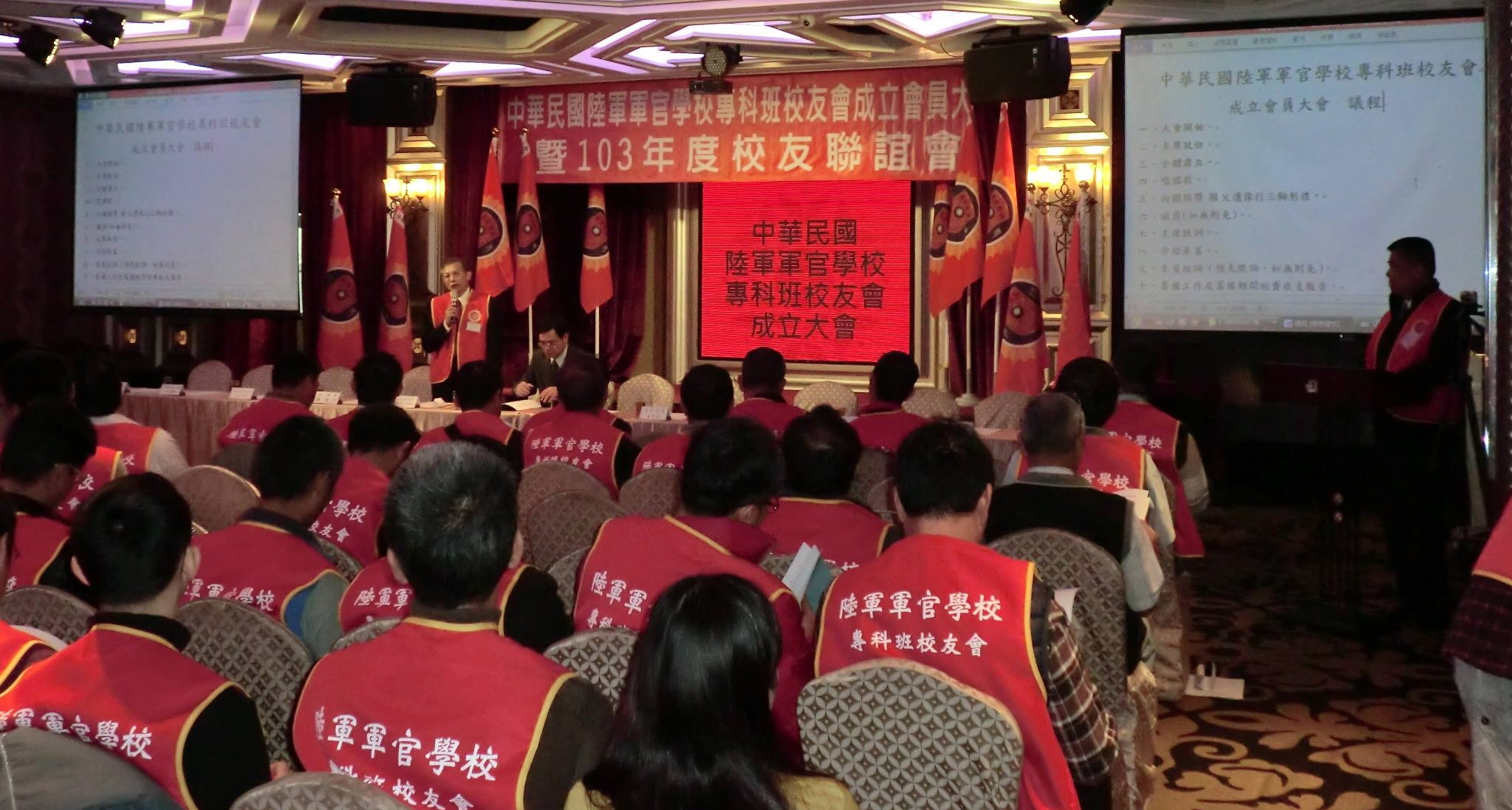
陸官專科班校友會成立

陸軍官校專科班校友會成立大會暨2014年校友聯誼餐會，在2014年12月14日（星期日）上午10時假臺中市潮港城餐廳召開成立大會，由籌備會主委專科1期羅財維主持，專科7期任育樞擔任司儀，專科4期詹彥峰做議程紀錄，應邀出席貴賓包括立法委員蔡錦隆、臺中市議員沈佑蓮、李中、陸軍軍官學校校友總會副總會長吳斯懷將軍、台中市中央軍事院校校友會暨台中市陸軍官校校友會理事長楊仲傑、國民黨臺中市黨部主委江士良、總幹事莊弘毅、立委盧秀燕服務處楊少綸等。會中選出專科1期羅財維擔任第一屆理事長，近二百人參加並餐敘聯誼，與會校友凝聚情感齊聚一堂。而成立後的首次會員大會於2015年12月26日在彰化全國麗園飯店舉辦，近四百人與會並餐敘聯誼，由陸軍官校校友總會總會長胡筑生將軍蒞會指導。第二屆會員大會於2017年1月7日假臺中國際街東海漁村餐廳召開，改選理監事群選出第二任理事長為專科4期的詹彥峰，並辦理首屆傑出校友獎章頒獎表揚，逾500餘人參加，校友會榮譽會長郝柏村、陸官校友會總會長胡筑生、國民黨主席洪秀柱、副主席陳鎮湘、前陸官校長湯元普等貴賓蒞臨與會。第三屆會員大會於2019年1月12日假臺中市潮港城餐廳召開，改選理監事群選出第三任理事長為專科7期的羅睿達，並辦理傑出校友楷模與功績表揚，逾200餘人參加。第四屆會員大會與聯合餐會則於2020年12月12日在台中洲際棒球場好運來展宴中心舉辦，改選理監事群選出第四任理事長由專科7期羅睿達連任，並辦理傑出校友楷模與功績表揚，一千三百餘人參與，國民黨主席江啟臣、前主席洪秀柱、陳廷寵、陳鎮湘、夏瀛洲、費鴻波上將、中央軍事院校理事長季麟連、陸官校友會總會長羅際琴、前會長胡筑生、前陸官校長楊國強、立委費鴻泰、吳斯懷、前縣長周錫偉、沈佑蓮議員等貴賓蒞臨與會。第五屆會員大會與聯合餐會於2022年11月20日在台中臻愛婚會館舉行，由理事長羅睿達主持，改選理監事群選出第五任理事長由專科1期詹仁本擔任，並辦理傑出校友楷模與功績表揚，二千餘人與會，包括盧秀燕、夏瀛洲、陳鎮湘上將、立委費鴻泰、前北縣長周錫偉、退輔會副主委李文忠、國民黨前主席洪秀柱、國民黨黃復興黨部主委季麟連、黃國柱黨部主委羅際勳、退伍軍人協會理事長吳其樑、中央軍事院校理長彭進明等多位貴賓與會。校友會之會旨，在謀取校友權益，凝聚黃埔向心，與投入社會公益。

### 聯合餐會

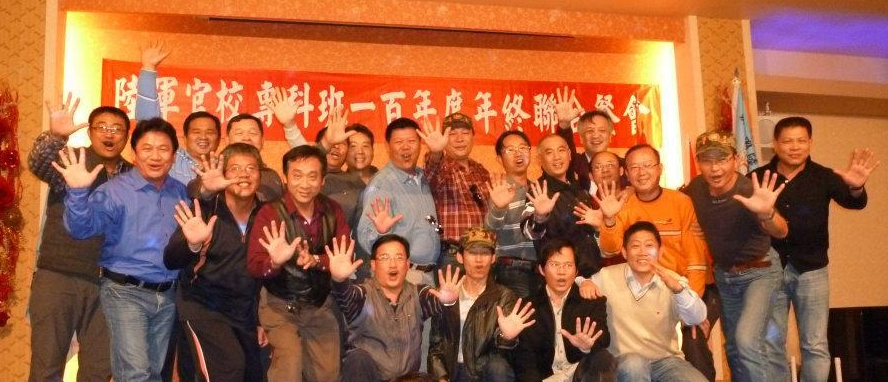
陸官專科班慶祝建國百年聯合餐會

陸官專科班畢業校友首次聯誼，為慶祝中華民國建國百年，於2012年1月8日於臺中市西屯區東海漁村花園婚禮會館辦理陸官專科班一百年度年終聯合餐會，由專科4期詹彥峰發起、專科7期任育樞辦理，由聯誼會會長專科1期孫乃宏主持，與會七百餘人。另為慶祝陸官專科班成立40週年，於2018年4月28日在劍湖山世界王子大飯店舉辦陸官專科班成立40週年慶祝大會聯誼餐會，由理事長專科4期詹彥峰主持，陸官校友會副總會長畢復良與會，出席四百餘人。而於2022年11月20日在台中臻愛婚會館舉辦的陸官專科班榮譽團結餐會，由理事長專科7期羅睿達主持，出席二千餘人，則為歷來最多餐會人數。爾後均併同年度會員大會與全國壘球賽之活動，辦理聯合餐會。

### 慢速壘球隊

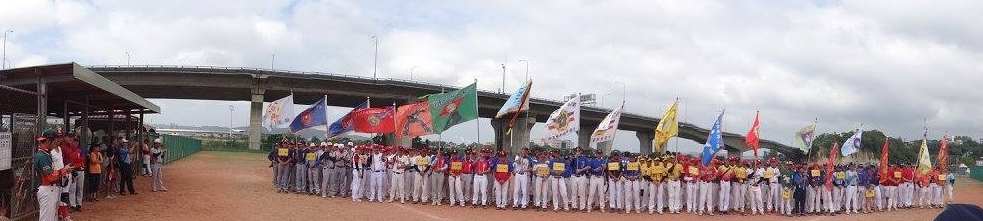
陸官專科班全國慢速壘球賽

為倡導國民體育，聯誼與健身，校友會每年辦理慢速壘球活動。第一屆由專科4期於2013年1月5日於大肚溪壘球場主辦，首屆球賽由理事長詹彥峰主持，冠軍球隊為專十期。第二屆由專科7期於2013年9月7日大肚溪壘球場舉辦，第三屆由專科6期在2014年9月27日苗栗後龍溪高灘地棒壘球場辦理，第四屆由專科5期主辦於2015年10月24日在苗栗頭屋球場舉辦，第五屆由專科8期在2016年10月22日於苗栗後龍溪高灘地棒壘球場辦理，第六屆由專科1期在2017年9月23日於苗栗後龍溪高灘地棒壘球場舉辦，第七屆由專科2期在2018年9月1日於新竹縣紅樹林慢速壘球場辦理，第八屆由專科3期在2019年9月28日於苗栗縣頭屋高灘地球場舉辦，第九屆由專科4期在2020年9月18日於苗栗縣頭屋高灘地球場辦理，第十屆由專科5期在2021年10月2日於苗栗縣頭屋高灘地球場舉辦，第十一屆由專科10期在2022年9月24日於苗栗縣頭屋後龍溪慢速壘球場辦理。

### 舉辦社會公益事項
舉辦捐血公益活。2017年7月8日、10月14日，2018年11月10日，2019年7月20、21日、12月15日、2020年3月29日、10月4日，2021年3月28日、7月4日丶10月3日丶10月31日，2022年3月27日、7月3日、9月14日、10月16日、10月18日、10月23日，2023年10月22日，2024年3月10日、2024年7月13日，為了紀念七七抗戰、中華民國國慶與青年節，陸官專科班校友會舉辦了多場捐血公益活動，退伍老兵不但挽袖邀集民眾來「夏日有情、熱血有愛」捐血做公益，也號召了民眾參與國慶升旗，並出錢出力做淨山淨灘環保志工，與辦理親子單車環島挑戰，轉動台灣，找回健康。

### 正步連

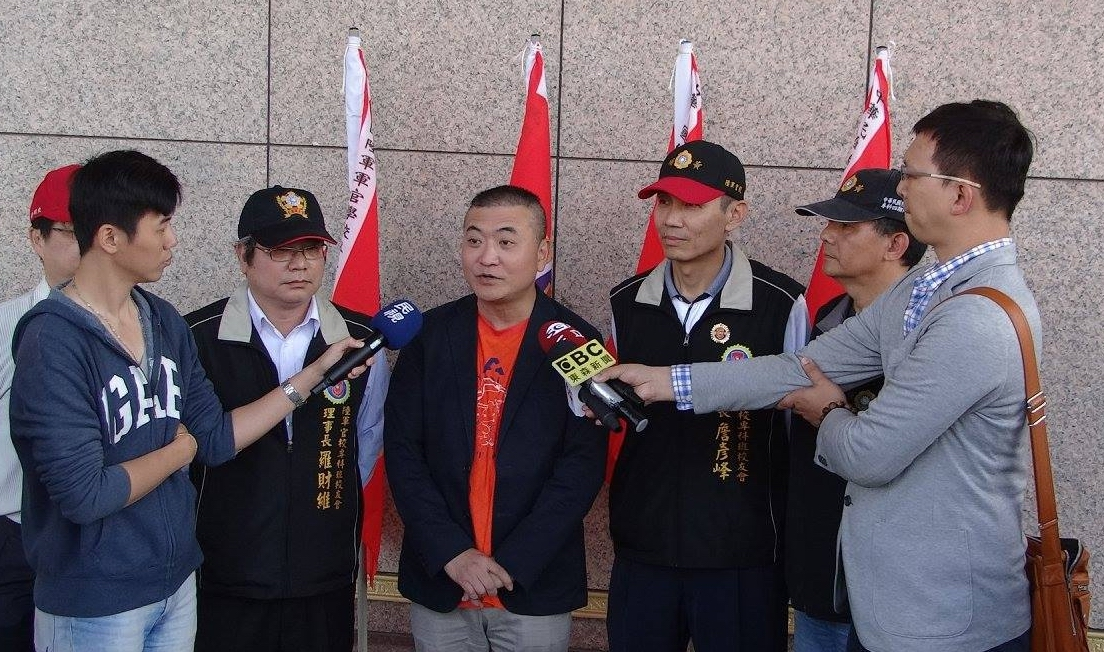
「陸官專科班正步隊」在台北中正紀念堂接受媒體採訪

陸官專科班正步連，沿續2012年老中青花木蘭返政戰學校的小快步分列式表演，與「612凱道閱兵指揮部」成立之感觸，有陸軍官校專科五期巴建國提參正步想法，經專科四期詹彥峰與「612凱道閱兵指揮部」連繫來發起了籌組正步隊之構想，提交「陸軍官校專科班校友會」議決籌組踢正步的社團活動，正名為「中興演習正步連」，簡稱中興連。目的在藉校友正步分列表演緬懷過去，以展現後備以往精練成果，砥礪現役部隊之合理訓練，改善軍人形象，喚起民敬軍的觀念，樹立全民國防概念，提升國家整體戰力。而展望未來在於落實平時的自主訓練，配合重要節慶與官校校慶之正步分列式表演。
正步連參加612凱道閱兵後，再次重現此正步操演的活動有五場，分別是在2016年10月10日於台北市國父紀念館慶祝中華民國105年國慶暨紀念中華民國國父孫中山先生151歲誕辰舉辦的「我愛國旗嘉年華」，2017年10月10日同在國父紀念館舉辦的「愛國旗愛國家」國慶大會，2023年6月16日於陸軍官校慶祝建校99年的「黃埔九九-成功演習」，在2024年6月2日凱道慶祝「黃埔百年校慶」，與在2024年6月16日「黃埔百年校慶」
。

#### 參加612凱道閱兵
2016年3月2日陸官專科班校友會臨時常務理事會議決議辦理「616返校踢正步」與支持「612凱道閱兵」活動，即完成「中興演習」幕僚任務編組之「公告」-指揮組 指揮官 ：理事長專科1期羅財維，負責指揮本演習。參謀長：祕書長專科4期詹彥峰，負責籌辦及執行本演習相關事項。動員組組長：專科1期周志祥，組員專科5期巴建國、專科6期許文信，負責動員及受理報名，造冊，服裝，網站等通信平台架設。教官組組長：詹彥峰（兼），負責教官隊編成，訓練時間、場地、正步訓練、訓練紀律等事項。後勤組組長：專科7期任育樞，負責裝備、場地協調、膳食、飲水、安全維護等一切後勤支援事項。文宣組組長：專科5期陳錦全，負責公關、媒體、對外發言。在部隊編組之「幹部」-中興連正步隊營長為專科1期周志祥、總值星官為專科1期邱泰煌、作參官專科9期孫益勝、中興第一連連長為專科4期詹彥峰、中興第二連連長為專科9期劉中立、北區區隊長專科3期劉繼揚、中區區隊長專科4期吳智欽、南區區隊長邱泰煌（兼），大會司儀並找來在廣播界十餘年的專科9期穆景良（藝名穆風）擔綱。其行程為：3月6日在台北中正紀念堂召開記者會、3月20日在台中東山高中編隊成軍、3月27日起每週日下午實施分區自主訓練、4月10日首次於台中團練、4月24日起代訓凱道正步隊員、5月1日首次於南區托槍團練暨接受陸官校友總會授旗、5月8日於台中惠文國小舉辦「老兵踢正步向偉大的母親致敬」活動、5月15日首次著草綠服練習、5月29日與6月5日台北預演、6月12日上凱道。
6月12日正步隊在總統府前面的凱達格蘭大道上重現「向國旗致敬、向全民致敬」的閱兵分列式，也有人特別從國外趕回來，此次活動連前總統夫人周美青、國民黨主席洪秀柱也現身支持
，而前行政院院長郝柏村、前陸軍司令陳鎮湘、胡鎮埔、前後備司令部司令金恩慶與前退輔會主委曾金陵等退役上將也參加，將很久沒有出現的軍歌、熱愛國旗的感動找回來，激起了現場群眾的高昂情緒。報到時段至正步表演前的軍歌帶唱，由陸軍官校專科五期邀請前女青年工作大隊退役少校封宗倫率員領唱帶動氣氛，活動在當日上午9時半正式開始，參加本次活動的民眾約有6千人，踢正步隊伍以陸軍官校專科班退伍軍官的二個中興連為骨幹，及曾經在凱道參加家國慶閱兵的士官兵凱道連，同時組成三個閱兵連。參演的團體還包括海軍軍樂隊退伍官兵所組成的「海韻樂團」、前三軍儀隊隊員組成的「退儀邦」、中正預校校友鼓號樂隊、復興崗校友會、台灣重演團體、重型機車連之外，還有數十個自由梯隊，許多民眾一起跟著唱軍歌，揮舞小國旗，司儀並帶領高喊「發揚黃埔精神」「三民主義萬歲」「中華民國萬歲」口號，場面令人動容。「讓五年級踢一次正步吧」活動結束後，參演人員在三軍官兵俱樂部勝利廰舉辦午宴，前行政院院長郝柏村、陸官校友總會會長胡筑生中將、國防部後備指揮部湯家坤中將指揮官也代表國防部部長前來致意，他們致詞時，重申國家不能沒有國防，希望這次自發性的熱血行動，能喚起國人重視國防。對此活動，國防部表示致上崇高的敬意。而各區參演人員也分別於七、八月舉辦慶功感恩餐會來聯絡情感，陸官專科班校友會在會中贈予「中興連」隊員「榮譽狀」，贊助團體與個人「感謝狀」。

#### 參加我愛國旗嘉年華正步操演

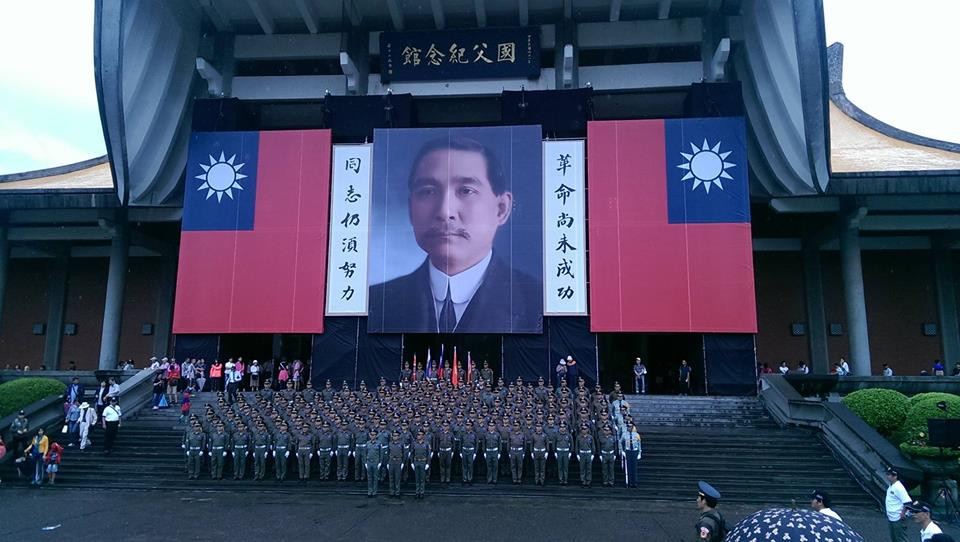
我愛國旗嘉年華-正步營

2016年7月24日於陸軍官校專科班校友會第一屆第三次理監事會議 ，決議2016年10月10日參加台北國父紀念館慶祝國慶活動，納入凱道連弟兄加入「中興連」來實施正步操演，此105年國慶「我愛國旗嘉年華」之正步營操演活動代號是「中興二號演習」，是繼「612凱道閱兵」後，再次展現後備力量之全民國防展示。正步操演由陸軍官校專科班校友會的正步營轄二個中興連，營長由56歲的陸官專科1期周志祥擔任，連長由專科9期劉中立與專科12期逄鴻強擔任。為了展現最佳之操演陣容，陸軍官校專科班校友會於8月10日發布「中興二號演習動員令」生效，指揮部編組由理事長羅財維任總督導官，中興連營長周志祥擔任指揮官，由專科7期羅睿達擔任作參官來策劃，專科7期任育樞負責後勤組來支援，餘各編組人員比照「612凱道閱兵-中興演習」。
9月19日上午由演習指揮官周志祥參加在中央軍事院校校友總會召開的「我愛國旗嘉年華」活動之會議，當晚邀集「中興二號演習」 重要幹部召開會議並發布「10月2日整編操演實施計畫」與「 10月10日之時序表與注意事項」，10月4日會議發布1010操演實施計畫。國慶中興連之正步複訓，自8月14日起分別在北、中、南三區同步展開（北區：大直橋下，中區：74號道中彰高鐵烏日站高架橋下，南區：新祥雲山莊），在10月2日於臺中市東山高中體育館實施編成暨團練預演，10月10日下午於台北國父紀念館正式登場操演，而國慶日正步操演，除了中興連，還有三軍退伍弟兄組成之「勇士青壯連」正步演出，而正步操演後，中興連弟兄隨即前往台北西門町快閃慶雙十活動，活動結束，晚上19時由陸官校友總會胡筑生總會長慰勞參演人員，邀請晚宴。10月10日「我愛國旗嘉年華」活動之行程與活動:一、14時 萬人唱國歌 祭國父。 二、1440時 酌飲太平島井水 祝國慶。三、1450時 正步營操演 敬國旗 。四、15時 我愛國旗音樂饗宴 普天歡。隔年，正步營操演賡續於2017年10月10日在國父紀念館舉辦的「愛國旗愛國家」國慶大會活動中演出。

#### 紀念蔣中正逝世44周年活動
2019年3月29日響應中央軍事院校校友總會，於中正紀念堂紀念蔣中正逝世44周年活動，由理事長羅睿達率中興連與各區會長王萬明、吳建德、黃榮輝、曾秀雄等百餘人與會。

### 金門聯誼會成立
2019年5月20日陸官專科班校友會金門聯誼會，於金沙鎮洋山村成立，是專科班校友會在外（離）島地區的首個分會，由校友會理事長羅睿達主持並授予會旗，金沙鎮鎮長吳有家、立委陳玉珍、許乃權等政要與會。

### 愛國家愛國旗護臺灣環島活動

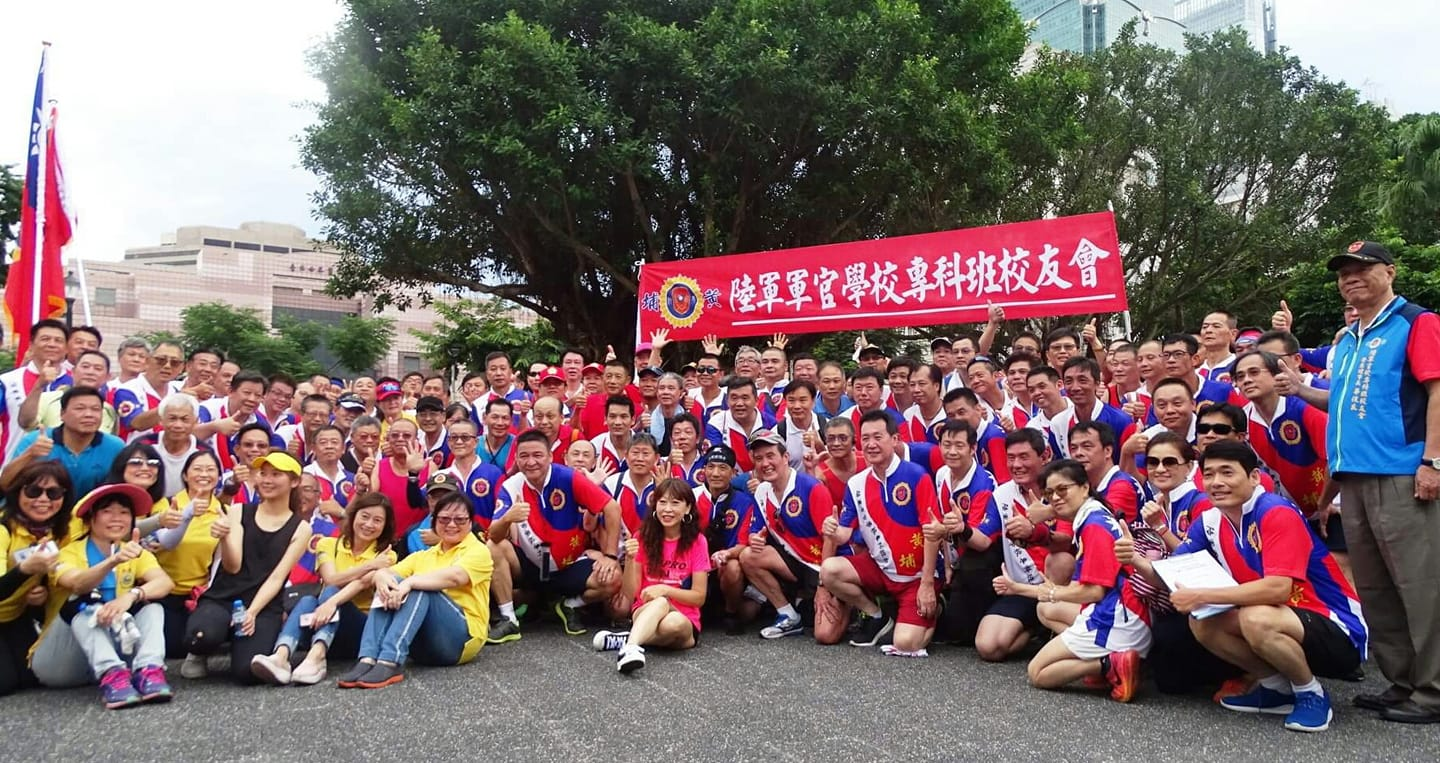
陸官專科班校友會「愛國家愛國旗護臺灣」環島活動

慶祝黃埔九十五週年校慶，2019年6月9日起由專科班校友會舉辦的「愛國家愛國旗護臺灣」環島活動，用跑或騎方式自各方齊合，於6月16日齊聚陸官慶祝黃埔九十五週年校慶。6月9日首站之「感恩黃埔健康人生路跑嘉年華」由北區聯誼會籌召，有前總統馬英九、前指揮官畢復良、立委費鴻泰、呂玉玲等政要與會。
理事長羅睿達表示，校友會此環島活動以「黃埔九五全台不斷電返校」方式實施，由北、中、南、東四區聯誼會共同承辦，由台灣之北向南，區分東、西2線，以跑步、單車或其他運動方式，經由相互傳遞返抵陸官，於校慶當日在陸軍官校舉辦會旗大合照，宣示活動完成。環島中途將關懷仁愛之家，慰問遺眷、臥床袍澤，凝聚校友關懷之情。

## 創期史-陸官專科班第1期

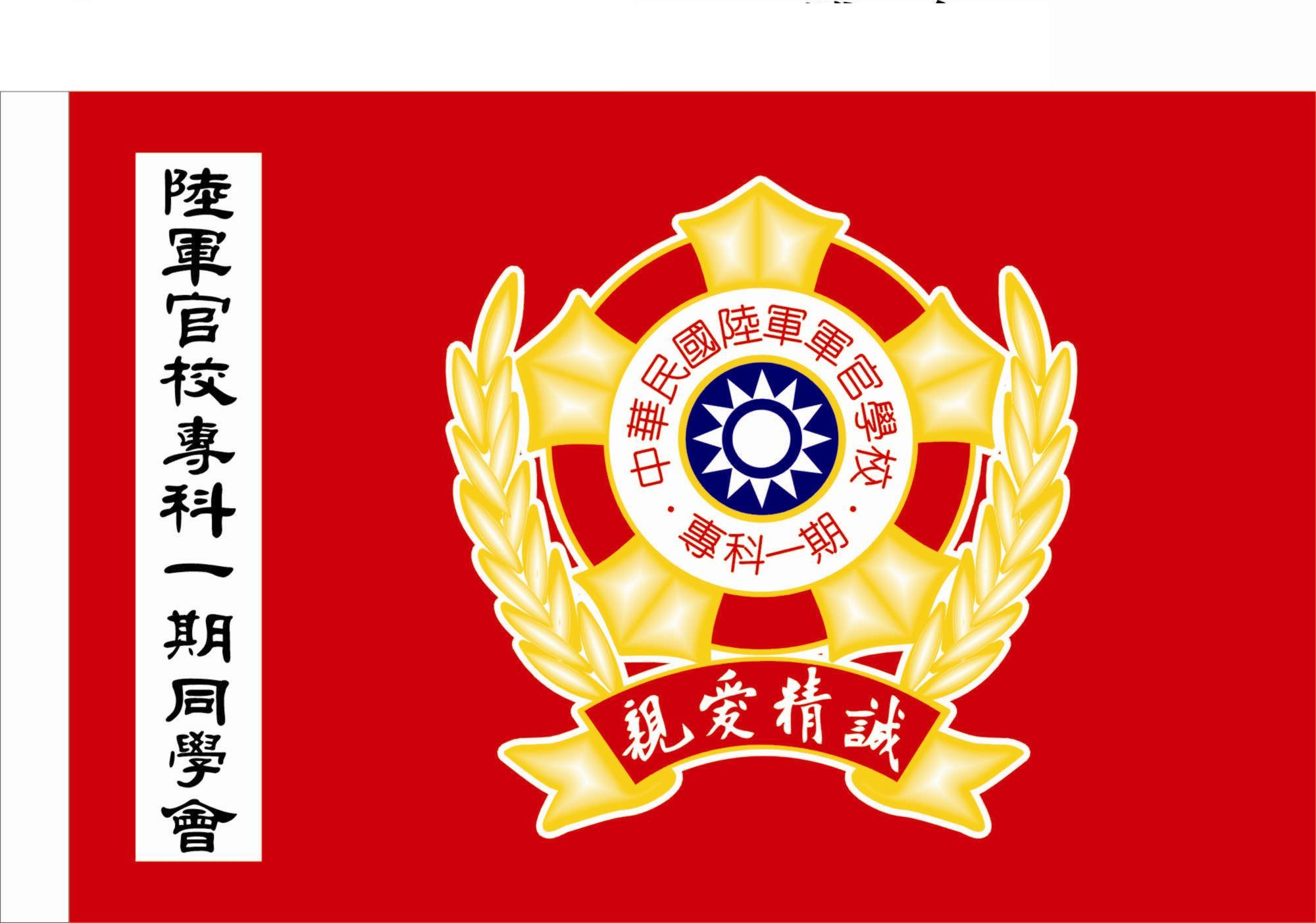
陸官專科班第1期同學會會旗

陸官專科1期，甄試合格有一千二百餘人，於1978年4月28日（外島區4月27日）入營陸官東、南營區，同專科五校（陸官、政戰、中正理工、國防醫學院、憲兵）共二千餘人於5月1日開學入伍訓三個月，7月28日結訓，1980年1月28日接受3個月專精教育，4月28日接受半年分科教育 ，1980年10月27日畢業任官少尉授二專文憑，畢業前三名為張堂貴、顏天錤與黃金庭，總畢業人數1058人。在學學制為二年半，學年教育以機械、土木科八百餘人編一個營5個連，企管科280人（一般組200人、財經組80人）由財經學校學年教育編2個連，許歷農與朱致遠中將為前後任校長，劉大君與劉寧善上校為前後任指揮官。畢業時機械、土木科797人與企管科一般組193人分發步、砲、裝、海陸等兵科共990人，服役六年於1986年10月26日退伍，企管科財經組選財經兵科68人服役十年，總服役人數1058人。將領有王信龍上將、陳健財中將、白永成少將三人，而王信龍於2016年12月1日晉升中華民國陸軍二級上將，歷任國防部軍備副部長、陸軍司令、國防大學校長，更是陸軍官校史上專科班出身的最高階將領，也是中華民國陸軍史上第一位專科班出身的上將。
為發揚黃埔精神與校訓，凝聚革命情感，專科1期校友於民國2012年4月28日，在台中市潮港城國際美食館成立「聯誼會」，首屆會長由羅財維擔任，並通過組織章程、會旗制訂與期徽釋意:「青天白日國徽」象徵效忠國家，保國護疆衛民之意；「親愛精誠」為陸官校訓；「陸軍官校專科1期」為校名與期別；「五處盾形光芒」喻五種兵科為部隊後盾，光耀1期；「嘉禾」象徵國軍以農建軍，寓兵於民，祥瑞及豐收戰果之意，二禾各七組穗粒喻示不管在校七連隊同學或畢業後為七連隊校友，均如嘉禾成長茁壯。
專科1期於2018年4月28日陸官入學40週年紀念日，上午在雲林縣二崙慢速壘球場舉辦連隊慢速壘球賽，下午於劍湖山世界王子大飯店召開成立「同學會」，由陳世義主持，並辦理聯誼餐會，出席百餘人，選出第一屆理監事，復於2018年5月17日在台中市潮港城國際美食館召開理監事會議，選出周志祥為首屆同學會理事長。
各連人數：機械、土木科：專1連、156人。專2連、176人。專3連、155人。專4連、152人。專5連、158人。企管科：企5、6連：一般組、193人。財經組、68人。總計1058人。
畢業證書有二式：「軍職畢業證書」在1980年10月27日發畢業學生。「專科畢業證書」在1980年10月29日發畢業學生。

## 各期入學日、畢業日、人數

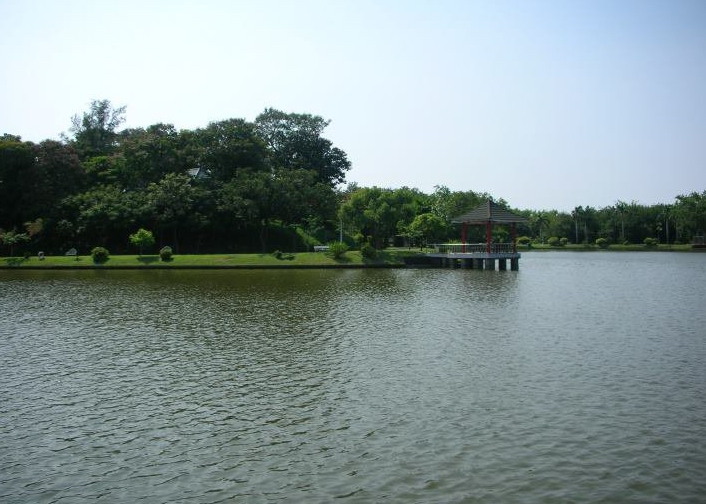
黃埔湖

- 專科1期：1978.4.28-1980.10.27、1058
- 專科2期：1979.5.3-1981.10.30、587
- 專科3期：1980.5.8-1982.11.7、544
- 專科4期：1981.4.30-1983.10.30、977
- 專科5期：1982.5.5-1984.11.2、1357
- 專科6期：1983.5.5-1985.11.2、1493
- 專科7期：1984.5.3-1986.11.7、1565
- 專科8期：甲班-1985.5.8-1987.11.13、1000  乙班-1985.11.13-1988.5.20、354
- 專科9期：1986.5.9-1988.11.10、1572
- 專科10期：甲班-1987.5.8-1989.11.10、454  乙班-1987.11.10-1990.5.17、119
- 專科11期：甲班-1988.5.6-1990.11.5、538  乙班-1988.11.18-1991.5.7、26
- 專科12期：甲班-1989.5.9-1991.11.15、164  乙班-1989.9.3-1992.3.6、70
- 專科13期：甲班-1990.5.9-1992.11.11、392  乙班-1990.11.10-1993.5.10、58
- 專科14期：甲班-1991.5.9-1993.11.11、226  乙班-1991.8.18-1994.2.24、87
- 專科15期：甲班-1992.5.11-1994.11.5、230  乙班-1992.8.10-1995.2.20、97
- 專科16期：甲班-1993.6.11-1995.12.16、160   乙班-1993.9.18-1996.3.1、117
- 專科17期：甲班-1994.6.20-1996.12.14、325  乙班-1994.8.20-1997.2.22、83
- 專科18期：1995.6.18-1997.12.28、426
- 專科19期：1996.6.24-1998.12.19、447
- 專科20期：1997.6.19-1999.12.18、478
- 專科21期：1998.6.20-2000.12.16、378
- 專科22期：1999.6.19-2001.7.5、317
- 專科23期：2000.6.7-2002.7.10、230
- 專科24期：2001.8.16-2003.7.25、427
- 專科25期：2002.8.14-2004.6.17、299
- 專科26期：2003.7.20-2005.6.24、233
- 專科27期：2004.7.12-2006.6.23、189
- 陸官專科班1-27期總計畢業生有17077人[6]

## 各期畢業前三名
- 專科1期：張堂貴.顏天錤.黃金庭
- 專科2期：張桂芳.楊宏添.粱師發
- 專科3期：簡志文.田日錳.劉文周
- 專科4期：陳鵬松.張國雄.吳明宕
- 專科5期：劉遠露.黃明源.辜芳隆
- 專科6期：林政德.廖中郎.顏世宗
- 專科7期：景健南.孫文雄.莊崇正

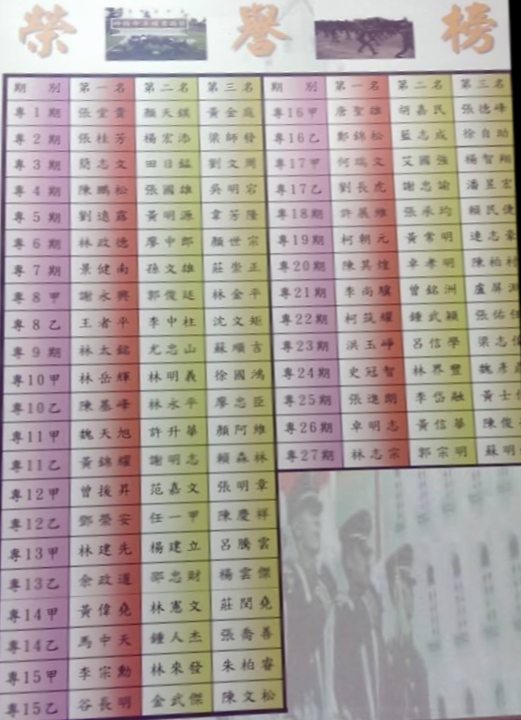
陸官校史館-各期畢業前三名榮譽榜

- 專科8期：甲班-謝永興.郭俊廷.林金平  乙班-王者平.李中柱.沈文矩
- 專科9期：林太銘.尤忠山.蘇順吉
- 專科10期：甲班-林岳輝.林明義.徐國鴻  乙班-陳基峰.林永平.廖忠臣
- 專科11期：甲班-魏天旭.許升華.顏阿雄  乙班-黃錦耀.謝明志.賴森林
- 專科12期：甲班-曾援昇.范嘉文.張明章  乙班-鄧榮安.任一甲.陳慶祥
- 專科13期：甲班-林建先.楊建立.呂騰雲  乙班-余政道.邵忠財.楊雲傑
- 專科14期：甲班-黃偉堯.林憲文.莊閔堯  乙班-馬中天.鍾人杰.張喬善
- 專科15期：甲班-李宗勳.林來發.朱柏睿  乙班-谷長明.金武傑.陳文松
- 專科16期：甲班-唐聖雄.胡嘉民.張德峰  乙班-鄭錦松.藍志成.徐自助
- 專科17期：甲班-何瑞文.艾國強.楊智翔  乙班-劉長虎.謝忠諭.潘昱宏
- 專科18期：許展維.張承均.賴民倢
- 專科19期：柯朝元.黃常明.陳正豪
- 專科20期：陳基煌.卓孝明.陳柏村
- 專科21期：李尚驥.曾銘洲.盧展淵
- 專科22期：柯筑耀.鍾武穎.張佑任
- 專科23期：洪玉峥.呂信學.粱志偉
- 專科24期：史冠智.林界豐.魏彥鼎
- 專科25期：張進朗.李岱融.黃士偉
- 專科26期：卓明志.黃信華.陳俊亮
- 專科27期：林志宗.郭宗明.蘇明鎮

## 專科班將領

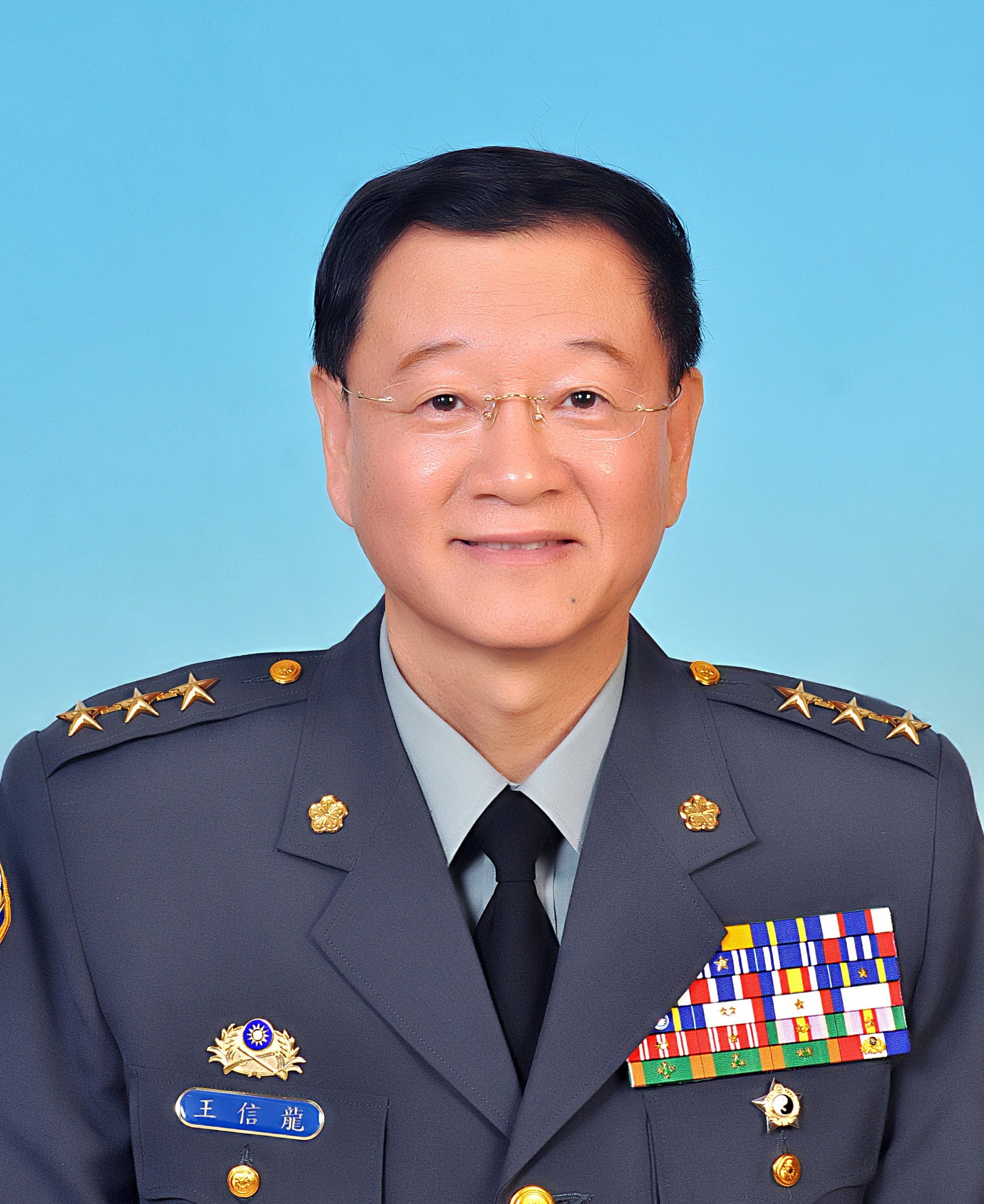
專科班最高階將領-王信龍上將

- 專科1期：王信龍2004.7.1少將、2012.1.1中將、2016.12.1上將（專科班首位將領、首位上將司令）、2024.12.1總統府戰略顧問退伍 [126][127]
- 專科1期：陳健財2007.7.1少將、2015.1.1中將、陸軍航特部指揮官 2015.8.1退伍[125]
- 專科1期：白永成2005.7.1少將
- 專科2期：邵定謙2007.7.1少將、2015.7.1退伍（曾任裝甲兵學校校長，為專科班首位軍事院校校長）[128]
- 專科2期：黃國明2009.1.1少將、2016.1.1中將（專科班首位中將副司令）、2020.11.1退伍
- 專科3期：楊國隆2009.7.1少將.
- 專科3期：童盛雄2009.1.1少將
- 專科4期：劉木聰2011.7.1少將、2015.1.1退伍
- 專科4期：朱富圓2009.1.1少將、2015.1.1退伍
- 專科4期：張性竹2010.1.1少將、2016.1.1退伍
- 專科5期：房茂宏2010.1.1少將、2016.1.1中將、2023.9.1國防部常務次長退伍[129][130]
- 專科5期：古勝文2012.1.1少將、2020.6.1金防部副指揮官退伍[131]
- 專科5期：何啟鎮2012.7.1少將、2017.7.1中將丶2022.9.1陸軍司令部副司令退伍[132][133]
- 專科6期：沈能策2013.7.1少將
- 專科7期：楊基榮2013.1.1少將、2019.1.1中將 曾任六軍團指揮官。陸軍後勤指揮部指揮官 現國防部常務次長
- 專科7期：劉豐荃2014.1.1少將、2015.9.1退伍
- 專科8期：丁大成2015.7.1少將
- 專科9期：許靜芝2014.1.1少將、2021.1.1中將 海巡署中將副署長[134]
- 專科9期：黃世賢2016.7.1少將、海巡署主任秘書
- 專科10期：張台松2016.7.1少將、2022.5.1中將 現陸軍司令部第二副司令[135]
- 專科11期：賴榮傑2015.1.1少將[136]
- 專科11期：林帝志2015.7.1少將[137]
- 專科11期：俞文鎮2017.1.1少將、2023.7.1中將 陸軍教準部指揮官
- 專科11期：莊有凱2018.1.1少將
- 專科11期：林正廷2018.1.1少將
- 專科12期：傅政榮2016.1.1少將[138]
- 專科14期：周成境2020.1.1少將、2023.7.1裝訓部指揮官
- 專科15期：賴政豐2020.7.1少將、2023.7.1花防部參謀長
- 專科19期：江國顯少將、2025.5.1少將、馬防部參謀長
- 專科19期：黃盈福少將、2025.5.1少將、542旅旅長

## 傑出校友

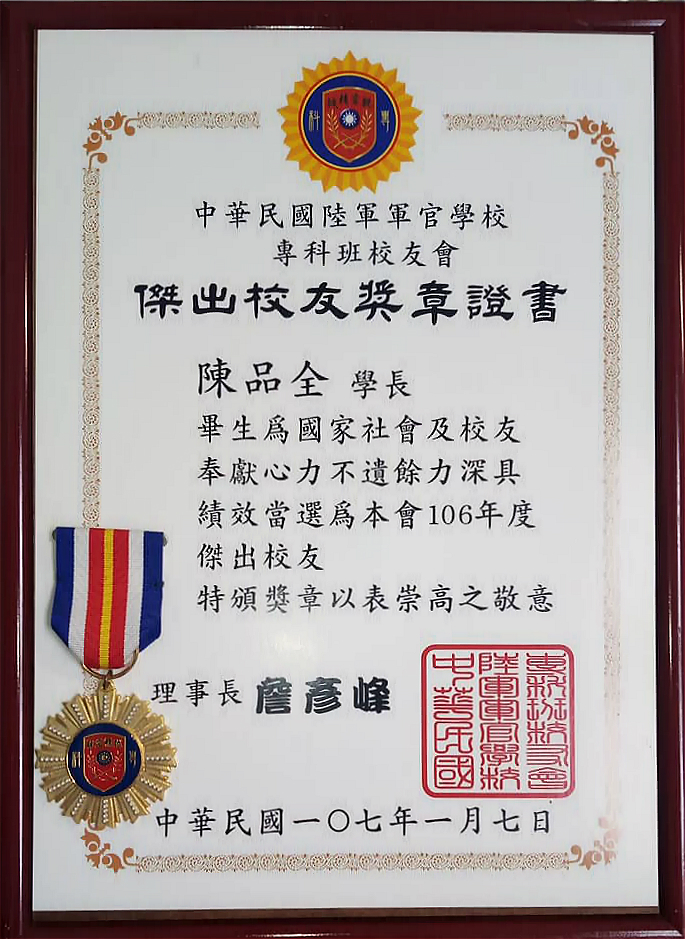
校友會傑出校友楷模獎章

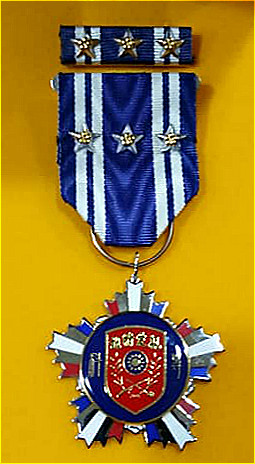
校友會功績獎章

「陸軍官校專科班校友會」及友會「陸軍官校校友總會」、「中央軍事院校校友總會」每年都藉由會員大會辦理傑出校友表揚活動，為各會之最高獎項，頒發獎章或證書，以表彰其對國家社會與校友奉獻心力之崇高敬意。

### 專科班傑出校友楷模與功績表揚
傑出校友獎章得主：2017年為專科1期張文松、專科5期陳錦全 
、專科7期藍世昌。2018年為專科2期王寶銘、專科20期陳品全。2019年為專科1期董健良、專科2期林永正、專科2期武承璿、專科3期劉文周、專科4期吳愛華、專科4期鄭長泰、專科5期王旭新、專科6期邱杉龍、專科7期黃兆君、專科8期李文章、專科8期陳正邁、專科9期劉道民、專科11期楊振華、專科16期陳百宗、專科16期劉文智、專科21期吳明勳等20員。
傑出校友證書得主：2020年為專科2期陳和成、專科3期劉繼揚、專科4期朱良能、專科4期矯瑞來、專科5期熊世榮、專科5期陳永鎭、專科6期徐勝龍、專科6期張瑋星、專科7期曾秀雄、專科8期黃宗麟、專科9期馬文漢、專科10期徐衍琨、專科11期陸鶴加。2021年為專科1期詹仁本、專科2期江建煌、專科3期朱慶璋、專科4期黄榮輝、專科5期丁家程、專科6期楊志剛、蔡天送、專科7期羅陳龍、專科8期王雲彥、專科9期李明河、専科10期董振明、專科11期郭泰山、專科12期逄鴻強、專科16期黃坤泰、專科19期拓姜志華。2022年為專科1期劉國富、專科2期張鎮住、專科3期劉文理、專科4期蕭國強、專科5期黃書熹、專科7期楊鎮鈞、專科7閻臺龍、期專科8期許健華、專科9期胡宇光、專科10期林愷品、專科11期何宗欣、專科14期周紹倫、專科16期謝松廷、專科19期吳志麒。2024年為專科1期劉臺錢、專科2期賴富將、專科3期虞金榜、專科4期黃榮輝、專科5期李家琦、李榮泰、專科7期李俊傑、林佳慶、林坤宗、楊鎮鈞、陳志弘、專科8期李皇興、專科9期張守宗、蔡豐旭、李慶和、專科10期董振明、何禎祐、黃牧黎、專科11期黃進文、侯欽仁、專科18期吳俊呈、專科19期蔡元斌等64員。
另「陸軍官校專科班校友會」也製頒了功績獎章來表揚績優幹部，首座獎章於2018年頒授前理事長專科1期羅財維一等功績獎章，歷次獲頒功績獎章人員有106員。

### 友會傑出校友
友會之傑出校友首位獲獎人員為專科3期杜昇泉。

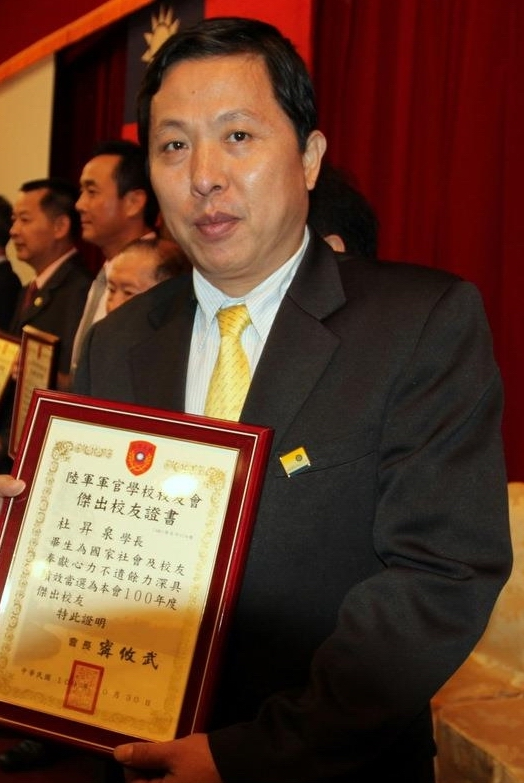
專科班首位傑出校友杜昇泉

- 「陸軍官校校友總會」傑出校友：於2007年起辦理傑出校友表揚，專科班獲獎校友為2011年專科3期杜昇泉，2012年專科4期詹彥峰、專科5期廖勝煜、專科6期許文信、專科8期邱文志、專科17期林威志，2013年專科1期楊昌其、專科5期劉書臺、專13期高佩中，2015年專科2期趙雲安、專科3期王永平、專科5期王覴嶫、專科8期馮啟峰，2016年專科1期張文松、專科2期張志明、專科3期王魁元、專科5期黃榮為、專科8期王石亮、專科8期張家榕，2017年專科2期王寶銘、專科5期蕭忠郁、專科8期丁維國，2018年專科8期陳駿杰、專科16期凃超翔、專科16期張宗益，2019年專科1期周志祥、專科4期詹益成、專科8期林建成、專科8期李道一、專科9期黃明良，2021年專科2期陳和成、專科3期劉繼揚、專科4期矯瑞來、專科7期曾秀雄、專科8期黃宗麟、專科12期朱桓志，2023年專科1期彭孔祥、專科4期陳明華、專科5期黃書熹、專科7期閻臺龍、專科10期林愷品、專科11期何宗欣、專科19期吳志麒等43員[144][145]。又傑出校友專科4期詹彥峰2015年於陸官母校設立「崇學獎學金」，鼓勵後進崇學尚武之精神，為專科班首位捐助成立獎學金之校友。
- 「中央軍事院校校友總會」傑出校友：有2013年專科1期楊昌其、2015年專科2期趙雲安、2016年專科8期王石亮、2017年專科5期蕭忠郁[144]、2018年專科16期凃超翔、2019年專科1期周志祥、2021年專科3期劉繼揚、2023年專科10期林愷品、2024年專科5期李榮泰[145]等9員。

## 大事年表
| 西元 | 民國紀年  | 大事紀 |
| 1966 | 民國55年  | 國防部長蔣經國命令將所有十三期起的兵科學校之「後補軍官班」取消，轉納入為陸官開辦的「專修班」制。 |
| 1978 | 民國67年  | 國防部再將專修班改成「專科班」，並增設土木、機械、電機和企管四科，是與大學部唯一授與文憑之班隊，「專科班」為二年半學制，同年4月28日，陸官專科1期正式入學。專科1期以機械、土木科編一個營5個連，企管科於財經學校學年教育（代訓）編2個連。服制章幟與正期班有所區別：領章是專科學生，一年級草綠服是白槓V字形，軍便服是藍槓V字形，二年級草綠服、軍便服都是綠色橫槓、軍常服是金槓。1978至1981年，專科1、2期入伍訓為三個月，設機械、土木科，企管科，電機科（專科1期無），專科1、2期企管科至財經學校接受學年教育，專科3、4期企管科一般組留校，財經組至財經學校接受學年教育，專5期起企管科不再分組統於陸官學年教育。專科班之兵科分科有步、砲、裝、海陸等戰鬥兵科服役六年，財經組為財經兵科服役十年，軍文憑畢業證書同為陸官。1984年5月專科5、6、7期換戴同正期班「學生」領章。10月：1978至1982年，專科1期至專科5期參加學校辦理技能檢定。國防部令陸官支援拍攝劉家昌導演的軍教片電影「黃埔軍魂」。 |
| 1980 | 民國69年  | 05月8日，專科3期入伍，入伍訓改為二個月，首屆企管科一般組改由陸官學年教育。民國71年5月，草綠服、軍便服都改同正期班生是白色橫槓、軍常服是黑槓。1980年9月，神龍小組張輯善少校甄選專科1期步校20人及砲校4人訓練，是陸官專科班神龍小組誕生始序。民國69年10月由專二、三期學生組成千人劈刺槍部隊，先期配合僑泰演習操演，70年123自由日首度對外於臺南市演出，並賡續於北、中、南縣市表演。。 |
| 1981 | 民國70年  | 04月30日，專科4期入伍，首屆由專科班畢業少尉專科1期返校帶領專科學弟入伍。10月10日，專科3期參加臺北國慶閱兵，為首次專科班以整個連隊參與國慶閱兵活動。陸官派出1個學生營轄3個連參加，第1、2連由學指部組成，第3連由專科3期編成。1982年5月專科3期與專科4期草綠服換掛同正期班白色年級臂章，軍便服為藍色年級臂章。 |
| 1983 | 民國72年  | 10月，專科5期於高雄市立體育場擔任僑泰演習千人刺槍術表演，為陸官單期首次千人表演刺槍期別。 |
| 1985 | 民國74年  | 05月，專科8期入伍，首屆由專科班在校最高年班專科6期帶領學弟入伍，專科5、15期是兩個未帶專科入伍生之班隊，而專17期是由衛武營士官帶入伍之班隊。11月，專科8期乙班入伍，為陸官首屆因學員不足補梯次招生，原5月入學專科8期改稱（甲班）。 |
| 1986 | 民國75年  | 05月9日，專科9期1572人入伍，為陸官專科班最多人數之期別。2003年11月，專科26期乙班入伍，首召飛行軍官班。2004年，末屆專科班第27期後便停止收生，繼後的專科班遷往「陸軍專科學校」（陸軍士校改制）繼續招生。 |
| 1990 | 民國79年  | 01月起，73年班（含）以前領取戰士授田憑據補償金。02月9日，退輔會從民國79年2月9日後（專科81年班含），服役未滿10年者，不予核發榮譽國民證。「行政院國軍退除役官兵輔導委員會榮譽國民證製發作業規定」10月21日：「漢疆演習」機降「釣魚臺」，護衛臺灣區運聖火登島宣示主權，這是陸官專科班幹部最接近臨戰的一次。突擊隊隊長為陸軍獨立第62旅步4營45連連長，專科6期關至德上尉。 |
| 1991 | 民國80年  | 01月1日，臺北成立「中華黃埔四海同心會」，由黃埔1期鄧文儀任榮譽會長及大會主席，第一任會長由蔣緯國擔任。1993年，正期班之畢業中尉任官，自正62期起改少尉任官。1994年，正期班第67期招收女性學員。1996年，國防部將陸軍草綠服更換為迷彩服。1999年，國防部統一將兵籍名牌號碼與身份證字號結合使用。 |
| 2003 | 民國92年  | 4月，軍方依2000年民進黨陳水扁執政後要求對廢除「踢正步」進行調整研究，在總統府軍事會談中，陳水扁核定廢止國軍「踢正步」，國防部再下令以踢正步違反人體工學廢除國軍此項訓練，部隊一體適用。民國70年初專科二、三期時已有參加台北國慶閱兵典禮。 |
| 2004 | 民國93年  | 07月1日，專科1期王信龍晉任少將，為陸官專科班首位將軍。07月12日，專科末屆第27期入學後，陸官取消了專科學制。 |
| 2006 | 民國95年  | 08月，國防部精進案實施，並將各官校校長的官階降為少將。時任官校校長王根林提前於07月1日退休，校長一職暫由陸軍副總司令賈輔義代理一個月。08月1日，首任少將編階校長陳良沛（陸官48期）上任，他也是第一位出生於臺灣的校長。 |
| 2007 | 民國96年  | 11月7日，帽制更改，民國96年11月7日總統華總一義字第09600147261號令公布陸海空軍服制條例，國軍所有中校（含）階的軍官，所穿戴的「大盤帽」、「軍便帽」均都加「帽飾」……，故同上校帽子已統一式樣，即帽簷開花。 |
| 2011 | 民國100年 | 01月3日，專科2期邵定謙為陸官專科班畢業生首任軍事院校（裝校）之校長。07月23日，專科5期慶祝建國百年返校參訪，與會近八百人，創陸官單日單一期別返校人數最高記錄；同日專科5期製頒紀念章，為專科班首座襟授紀念章。 |
| 2011 | 民國100年 | 10月，專科3期杜昇泉獲選為「陸軍官校校友總會」傑出校友，為首位獲獎之專科班校友。 |
| 2012 | 民國101年 | 01月1日，專科1期王信龍晉任中將，為陸官專科班首位中將，並於07月2日接任國防部人事參謀次長。01月8日，專科班慶祝中華民國建國百年，於臺中國際街東海漁村辦理一百年度年終聚會，與會七百餘人，為專科班畢業後首屆人數最多聚會。 |
| 2012 | 民國101年 | 4月28日，專科1期在台中市潮港城國際美食館成立「同學會」，首屆會長由羅財維擔任，並通過組織章程、會旗制訂與期徽釋意。 |
| 2012 | 民國101年 | 6月，專科1期張開民開設「陸軍官校專科學生班」臉書官網，由專科5期陳錦全擬定會旨，做為各期同學會協調溝通、校友交誼的平台。 |
| 2013 | 民國102年 | 1月5日，陸官專科班第一屆全國慢速壘球比賽，由專科4期於大肚溪球場辦理。 |
| 2013 | 民國102年 | 9月7日，陸官專科班第二屆全國慢速壘球比賽，由專科7期於大肚溪球場舉辦。 |
| 2014 | 民國103年 | 2月16日，在台中市「東方龍餐廳」舉辦專科班2014年春酒聯誼餐會，專科1、4、5、6、7、9期校友出席餐會。會中，專科1期同學會會長羅財維提案籌組「陸官專科班校友會」。 |
| 2014 | 民國103年 | 9月27日，陸官專科班第三屆全國慢速壘球比賽，由專科6期在苗栗後龍溪高灘地棒壘球場辦理。 |
| 2014 | 民國103年 | 12月14日，「中華民國陸軍軍官學校專科班校友會」成立大會暨103年度校友聯誼餐會，於臺中市潮港城國際美食館召開，由專科1期羅財維擔任第一屆理事長，會中通過組織章程、會徽會旗之制定。 |
| 2014 | 民國103年 | 12月16日，專科5期陳錦全提案，為因應「陸官專科班校友會」社團法人組織成立，建議將原「陸官專科學生班」的臉書官網更名，即由管理員專科1期周志祥依社團的「會旨」將臉書官網正名為「陸官專科班校友會」。 |
| 2015 | 民國104年 | 5月19日，專科4期詹彥峰於陸官母校設立「崇學獎學金」，鼓勵後進崇學尚武之精神，為專科班首次成立之獎學金。 |
| 2015 | 民國104年 | 10月24日，陸官專科班第四屆全國慢速壘球比賽，由專科5期在苗栗頭屋球場舉辦。 |
| 2015 | 民國104年 | 12月26日，校友會第一屆第二次會員大會暨104年度校友聯誼餐會，在彰化全國麗園飯店舉辦，理事長專科1期羅財維主持，近四百人與會並餐敘聯誼，由陸軍官校校友總會總會長胡筑生將軍蒞會指導。 |
| 2016 | 民國105年 | 3月2日，校友會在台中召開臨時理監事會議，籌組正步隊，以「中興演習」任務編組。 |
| 2016 | 民國105年 | 6月12日，陸官專科班正步隊參加「612凱道閱兵」。 |
| 2016 | 民國105年 | 10月10日，陸官專科班正步隊參加「我愛國旗嘉年華」正步操演，與台北西門町快閃慶雙十活動。 |
| 2016 | 民國105年 | 12月1日，陸官專科班第1期王信龍晉升中華民國陸軍二級上將，擔任陸軍司令，是中華民國陸官史上專科班出身的最高階將領，也是中華民國陸軍史上第一位專科班出身的上將。 |
| 2017 | 民國106年 | 1月7日，第二屆會員大會於臺中國際街東海漁村餐廳召開，改選理監事群選出第二任理事長為專科4期的詹彥峰，並辦理首屆傑出校友獎章頒獎表揚，逾500餘人參加，校友會榮譽理事長郝柏村、陸官校友會總會長胡筑生、國民黨主席洪秀柱、副主席陳鎮湘、前陸官校長湯元普等貴賓蒞臨與會。 |
| 2017 | 民國106年 | 7月8日，校友會首次舉辦捐血公益活動，於台中市中正捐血室（中國醫藥學院復健醫療大樓附近）舉行，紀念七七抗戰80週年，共167人捐血，捐出192袋血。 |
| 2019 | 民國108年 | 1月12日，第三屆會員大會則於臺中市潮港城餐廳召開，改選理監事群選出第三任理事長為專科7期的羅睿達，並辦理聯合餐會及傑出校友楷模與功績表揚，逾200餘人參加。 |
| 2020 | 民國109年 | 12月12日，第四屆會員大會與榮譽團結餐會於台中洲際棒球場好運來展宴中心舉辦，改選理監事群選出第四任理事長由專科7期羅睿達連任，並辦理傑出校友楷模與功績表揚，一千三百餘人參加。 |
| 2022 | 民國111年 | 11月20日，第五屆會員大會與聯合餐會於2022年11月20日在台中臻愛婚會館舉行，由理事長羅睿達主持，改選理監事群選出第五任理事長由專科1期詹仁本擔任，並辦理傑出校友楷模與功績表揚，二千餘人與會。 |

## 註解
1. ↑  功績獎章獲頒名單：羅財維、詹彥峰、羅睿達、詹仁本 、吳志強 、林中榮 、許家育 、吳智欽 、施銘澤 、周志祥 、劉繼揚 、陳輝政 、許文信 、陳文見 、林愷品 、高銘鍾 、黃明良 、謝有福 、周紹倫 、陳瓊華 、何宗欣 、林漢舜 、林國龍 、羅陳龍 、蔡天送 、蘇訓福 、王雲彥 、李正喜 、吳文輝 、蕭榮森 、黃牧黎 、陳明昶 、邱杉龍 、林君誠 、林建中 、彭貴源 、邱泰煌 、黃榮輝、杜昇泉、蔡連進、簡三通、王萬明、巴建國、儲志雄、翁永祥、劉景南、林旺成、林建成、周文龍、樊天培、林千萬、陳家雄、林愷品、黃致凱、董振明、何宗欣、黃進文、吳聰國、洪英傑、王魁元、朱慶璋、任如光、詹益成、吳建德、程天顯、張坤駩、李茂榮、梁志忠、閩臺龍、任育樞、蕭聰男、丁維國、陳聖孝、黃明祥、凃超翔、高銘鐘、胡臺雲、姜子明、蕭國強、李葉發、卓連鴻、白振雄、熊世榮、李榮泰、林旺成、崔樹麟、林佳慶、周文龍、黃建榮、林九淵、朱烜志、逄鴻強、黃勝彥、陳和成、賴守乾、蔡連進、施茂陽、陳駿杰、李明河、黃明祥、黃致凱、董振明、陳文亮、武承璿、黃榮輝、曾秀雄-等106員